# روبرتو فيدال
روبرتو فيدال (بالإسبانية: Roberto Vidal Bolaño)‏ (و. 1950 – 2002 م) هو كاتب، وكاتب مسرحي، وممثل مسرحي إسباني، ولد في سانتياغو دي كومبوستيلا، كان عضوًا في الأكاديمية الملكية الغاليسية، توفي في سانتياغو دي كومبوستيلا، عن عمر يناهز 52 عاماً، بسبب سرطان الرئة.

## وصلات خارجية
- روبرتو فيدال على موقع IMDb (الإنجليزية)
- روبرتو فيدال على موقع قاعدة بيانات الفيلم (الإنجليزية)

- روبرتو فيدال في قاعدة بيانات الأفلام على الإنترنت